# Gran Premi de Sud-àfrica del 1970
Resultats del Gran Premi de Sud-àfrica de Fórmula 1 de la temporada 1970, disputat al circuit de Kyalami el 7 de març del 1970.

## Resultats
| Pos | No | Pilot                | Equip            | Voltes | Temps/ Retirada  | Pos. de sortida | Punts |
| --- | -- | -------------------- | ---------------- | ------ | ---------------- | --------------- | ----- |
| 1   | 12 | Jack Brabham         | Brabham - Ford   | 80     | 1h 49' 35. 4     | 3               | 9     |
| 2   | 6  | Denny Hulme          | McLaren - Ford   | 80     | + 8.1 s          | 6               | 6     |
| 3   | 1  | Jackie Stewart       | March - Ford     | 80     | + 17.1 s         | 1               | 4     |
| 4   | 3  | Jean Pierre Beltoise | Matra            | 80     | + 1' 13.1 min.   | 8               | 3     |
| 5   | 10 | John Miles           | Lotus - Ford     | 79     | + 1 Volta        | 14              | 2     |
| 6   | 11 | Graham Hill          | Lotus - Ford     | 79     | + 1 Volta        | 19              | 1     |
| 7   | 4  | Henri Pescarolo      | Matra            | 78     | + 2 Voltes       | 18              |       |
| 8   | 23 | John Love            | Lotus - Ford     | 78     | + 2 Voltes       | 22              |       |
| 9   | 20 | Pedro Rodríguez      | BRM              | 76     | + 4 Voltes       | 16              |       |
| 10  | 16 | Jo Siffert           | March - Ford     | 75     | + 5 Voltes       | 9               |       |
| 11  | 24 | Peter de Klerk       | Brabham - Ford   | 75     | + 5 Voltes       | 21              |       |
| 12  | 25 | Dave Charlton        | Lotus - Ford     | 73     | Motor            | 13              |       |
| 13  | 9  | Jochen Rindt         | Lotus - Ford     | 72     | Motor            | 4               |       |
| Ret | 17 | Jacky Ickx           | Ferrari          | 60     | Motor            | 5               |       |
| Ret | 7  | John Surtees         | McLaren - Ford   | 60     | Motor            | 7               |       |
| Ret | 21 | George Eaton         | BRM              | 58     | Motor            | 23              |       |
| Ret | 2  | Johnny Servoz-Gavin  | March - Ford     | 57     | Motor            | 17              |       |
| Ret | 5  | Bruce McLaren        | McLaren - Ford   | 39     | Motor            | 10              |       |
| Ret | 22 | Piers Courage        | De Tomaso - Ford | 39     | Accident         | 20              |       |
| Ret | 8  | Mario Andretti       | March - Ford     | 26     | Sobreescalfament | 11              |       |
| Ret | 14 | Rolf Stommelen       | Brabham - Ford   | 23     | Motor            | 15              |       |
| Ret | 19 | Jackie Oliver        | BRM              | 22     | Caixa canvi      | 12              |       |
| Ret | 15 | Chris Amon           | March - Ford     | 14     | Sobreescalfament | 2               |       |

## Altres
- Pole: Jackie Stewart 1' 19. 3

- Volta ràpida: Jack Brabham 1' 20. 8 (a la volta 71)